# アギラー＝スピネッリ試験
アギラー＝スピネッリ試験（アギラースピネッリしけん、Aguilar–Spinelli test）とは、秘密情報提供者（"confidential informant"）または匿名の密告（"anonymous tip"）によりもたらされる情報に基づいて捜索令状（"search warrant"）が発付される場合に合衆国最高裁判所がその令状の有効性審査のために定めた過去の司法指針（"judicial guideline"）である。最高裁は1983年に起きたイリノイ州対ゲーツ事件（Illinois v. Gates 462 U.S. 213 (1983)）において、「個々の具体的情況を総合的に」（totality of circumstances）斟酌し情報の信頼性を審査する判決を支持した為、この指針を破棄した。ただし、アラスカ州、マサチューセッツ州、ニューヨーク州、テネシー州、バーモント州、及びワシントン州では各州固有の州憲法に基づいて、引き続きアギラー＝スピネッリ試験を保持している。
これは二段階の衡量基準（"two-pronged test", 「二又テスト」）である。警察官などの法執行職員が捜索令状を請求し、かつ、治安判事（"magistrate"）が令状に署名する場合、
1. 当該情報提供者が「信頼できる及び[注釈 3]信用できる」（reliable and credible）との主張を支持するに足る理由を治安判事に通知しなければならない。並びに、
2. 当該情報を提供する人物が依拠するいくつかの「根本的情況」（underlying circumstances）[注釈 4]について治安判事に通知しなければならない。

情報の提供を受けた治安判事は、犯罪が発生した、または発生が予期される相当な理由（probable cause）をこの検査に合格した情報を根拠に単独で審査することが可能となる。

## 背景
捜索令状の発付は次に示す合衆国憲法に対する修正第4条に基づく。これは捜索の要件に合理性（「相当な理由」）及び特定性を置いている。
不合理な捜索および押収に対し、身体、家屋、書類および所有物の安全を保障されるという人民の権利は、これを侵してはならない。令状は、宣誓または確約によって裏付けられた相当な理由に基づいてのみ発行され、かつ捜索すべき場所、および逮捕すべき人、または押収すべき物件を特定して示したものでなければならない。
合衆国の過去の歴史においては、警察が証拠の違法な捜索及び押収を行った場合でも、ひとたび得られた証拠はその違法性を問われることなく刑事裁判において被告人に不利な証拠として頻繁に使用された。
事態が変わったのはウィークス対合衆国事件（Weeks v. United States, 232 U.S. 383 (1914)）からである。この裁判において最高裁は全員一致の判決を下し、これに基づき排除法則（exclusionary rule）を規定した。この法則は、ほとんどの情況下において、違法な捜索及び押収を手段として得た証拠は刑事裁判において証拠として認められないことを示したものである。ただしこの判決は当該法則の有効性を連邦政府レベルでのみ認めたものである。各州に対してはマップ対オハイオ州事件（Mapp v. Ohio, 367 U.S. 643 (1961)）の判決を契機として排除法則が義務付けられた。
その後、多数の刑事裁判において、捜索令状が無効であり、及び、かような令状による捜索は違法であるがゆえ、かかる捜索を通じて得た証拠は審理（"trial"）において認められないことを被告人が証明しようと試みた。しかしながら、捜索令状の適法性を定義する確固たる指針はこの時点で存在せず、このため裁判官（"judge"）が令状の有効性を認める判断を下すことには困難を要した。
合衆国において法執行職員が捜索令状を取得するには、犯罪が発生したと信ずるに足る「相当な理由」を合衆国裁判官または合衆国治安判事の面前で宣誓または確約しなければならない。法執行職員は治安判事に証拠を提出し、更に証拠内容を明確化するため宣誓供述書（affidavit, アフィデイヴィット）の提出が要求される。宣誓供述書はこの「相当な理由」の存在を認定するための「実質的根拠」（"substantial basis"）を治安判事にもたらすものでなければならない。言い換えれば、単に主張を述べるのではなく、法執行職員は証拠を説明しなければならない。そして当該職員が犯罪発生の「相当な理由」を保持していると認定するに足る十分な情報を治安判事に提出しなければならない。たとえば、当該職員は伝聞など他者の主張そのものを単に追認するだけであってはならない。
1948年に起きたジョンソン対合衆国事件（Johnson v. United States, 333 U.S. 10 (1948)）においては最高裁は次のように述べている。
職務に熱心過ぎる捜査員がそのことをしばしば理解していないが、修正第4条の指摘するところは「通常人」（reasonable men）が証拠から導き出す通常の推測に基づいて法を執行するのを認めない、というものではない。同条が与える庇護というのは、中立及び公平な治安判事によってそのような推測が導き出されるよう要求しているのであって、犯罪捜査に始終躍起になる捜査員が判断を下すものではないというところに意義がある。

## 二又テストの発達
アギラー対テキサス州事件（Aguilar v. Texas, 378 U.S. 108 (1964)）において法廷は次のように述べている。
情報を提供する人物が根拠とするいくつかの「根本的情況」、並びに、通常身分が明かされない情報提供者の信頼性または当該情報提供者の持つ情報の信用性に、結論を下した宣誓供述人（affiant）が根拠とするいくつかの「根本的情況」を治安判事に通知しなければならない。
「スピネッリ対合衆国事件」（Spinelli v. United States, 393 U.S. 410 (1969)）において最高裁は更に踏み込んだ判断を下しており、犯罪が発生したとの結論を下す情報提供者がその根拠とする「根本的情況」を治安判事に通知することが「相当な理由」の要件となった。

## 二又テストの破棄
令状審査における「相当な理由」を評価するための客観的基準であったアギラー＝スピネッリ試験は反面、審査者の主観的判断が作用し「相当な理由」の根拠に一貫性が見られない可能性があった。「イリノイ州対ゲーツ事件」において最高裁は「個々の具体的情況を総合的に」に斟酌する方針に転換し当該テストを明白に破棄した。同法廷の裁判官ウィリアム・レンキストは書面にて次の意見を述べている。
情報提供者の密告が令状発付の「相当な理由」の根拠であるか否かを認定するためアギラー及びスピネッリの両公判で規定されたこの厳格な「二又テスト」はこれにて破棄され、そして「相当な理由」の認定の手段として従来から知られている「個々の具体的情況を総合的に」判断するアプローチがこれに取って代わることとなる。
ただし注意すべきことがある。「ゲーツ事件の判決」は「スピネッリ事件の判決で示唆された二又テスト」を破棄したのだが、「スピネッリ事件の判決」自体を特に覆したのではない。更に重要なことに、この判決は「アギラー事件の判決」を一切覆していない。

## 州法に未だ残る二又テスト
合衆国各州は合衆国憲法の要請を差し置いて、独自の法制度のもと、より広い権利を認めている。アラスカ州、マサチューセッツ州、ニューヨーク州、及びテネシー州の少なくとも4州はゲーツ事件の根拠（rationale）を拒絶しており、独自の法的根拠のもと「アギラー＝スピネッリ二又テスト」が保持されている。